# Historia de los rajput

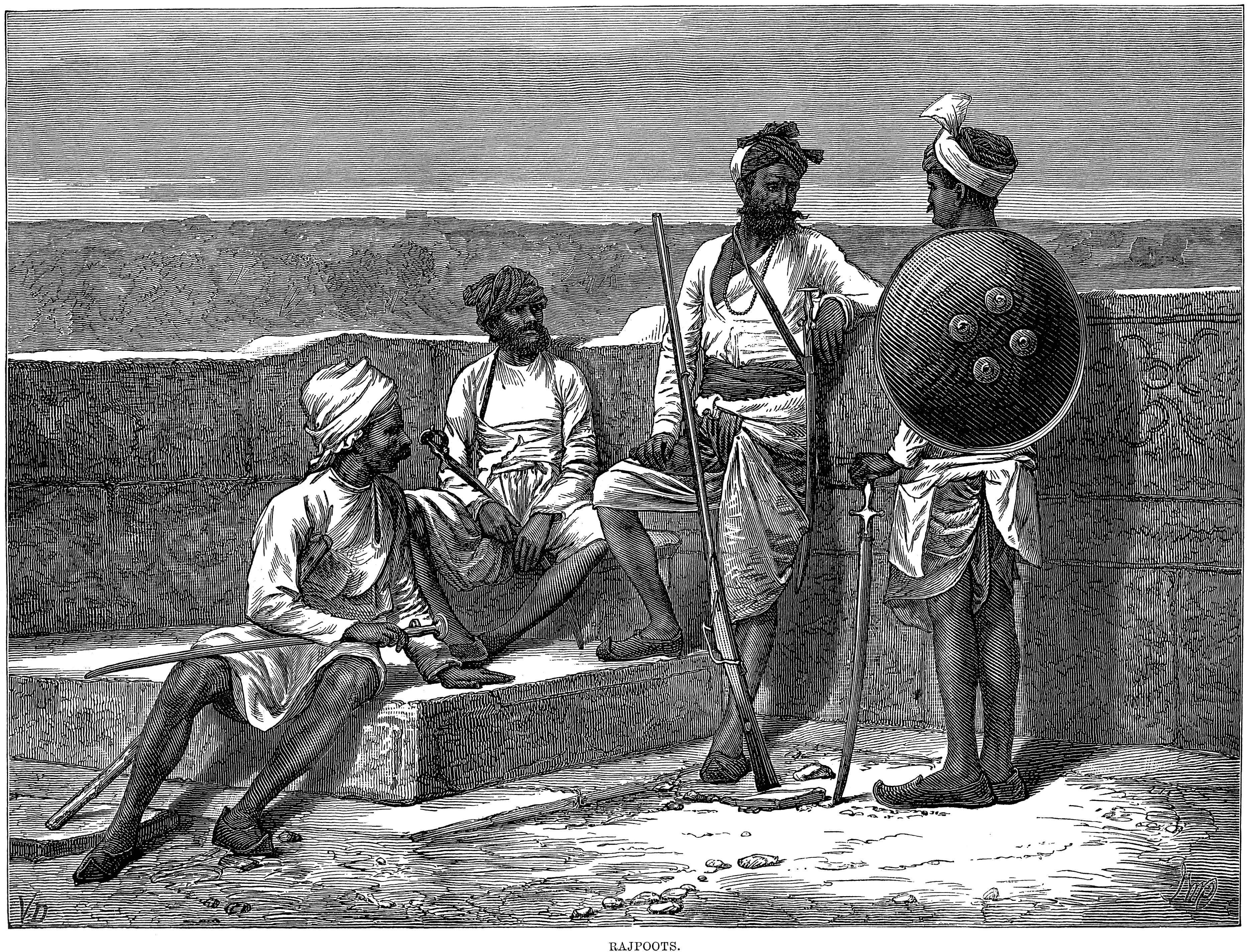
Un grabado que muestra a los rajput khokar de Panyab en 1876, en el Illustrated London News

Bandera de Mewar.

Bandera de Yodhpur.

Bandera de Yaisalmer.

Bandera de Bikaner.

Un rajput o rashput es un miembro de uno de los clanes patrilineales territoriales del norte y centro de la India.

## Historia temprana (siglosVIaVIII)
Existe una hipótesis acerca de que el primer grupo considerado rajput fue la dinastía Rai, que gobernó en la región de Sindh entre el VI y el VIII, cuando fue desplazada por un ejército árabe dirigido por Muhammad Bin Qasim. Según algunas fuentes, Bin Qasim también atacó Chittorgarh, y fue derrotado por Bappa Rawal.
De esa época también se recuerdan algunas otras incursiones de los iavanas (‘jonios’, en realidad indogriegos). La denominación iavana se utilizaba para describir a las tribus que venían desde el oeste o el noroeste del actual Pakistán. Estas invasiones pueden, por lo tanto haber sido una continuación de las habituales invasiones de la India por tribus bélicas, pero menos civilizadas desde la zona noroccidental, y no se refieren específicamente a los griegos o indo-griegos. Lalitaditya Muktapida, de Cachemira, derrotó a uno de esos invasores iavanas en el siglo VIII y el imperio Gurjara-Pratihara rechazó otra en el siglo IX.

## Reinos rajput (siglosIXaXI)
En el siglo IX (hasta el XI) los rajput adquirieron alguna importancia.
Los primeros clanes que sobresalieron fueron los cuatro clanes agnivanshi, que ocuparon territorios y crearon reinos:
- Pariharas (dinastía Pratihara).
- Solankis (dinastía Chalukya).
- Paramaras
- Chahamanas (dinastía Chahuan).

Bappa Rawal, de la dinastía Guhilote (o Gehlot) estableció la sede de su imperio en el 734 en la región de Chittor. Chittor (que en sánscrito se llama Chitrakuta) estaba entonces gobernada por el clan rajput de Mori. Maan Mori fue el último rey de Chittor. Se cree que Mori es una corrupción del nombre de la famosa dinastía mauria, a la que pertenecía el emperador Asoka.
La dinastía Kachwaha (o Kacchapghata), originaria de Bihar, estableció su imperio en Gwalior y Narwar en el siglo VIII. Uno de sus descendientes, Dulah Rai, estableció la sede de su imperio en Dhundhar en el siglo XI.

### Principales reinos
- Los pratiharas establecieron su imperio sobre la región Malwa y gobernaron desde Bhinmal y Ujjaini en los siglos VIII y IX. Una rama del clan estableció un estado en Mandore [2] y en la región de Marwar en los siglos VI y VII, en los que dominaron hasta que fueron suplantados por la Rathore en el siglo XIV. Alrededor de 816, los Pratiharas de Ujjaini conquistaron Kannauj, y desde esta ciudad, gobernaron gran parte del norte de la India durante un siglo. Luego entraron en declive, después de las invasiones Rastrakuta a principios del siglo X.

- Los rathore son una tribu rajput de la India. Constituyen un clan que habita en Marwar y Jangladesh, regiones occidentales de Rayastán, Idar (estado de Gujarat), y también Chhapra y Muzaffarpur (distritos de Bihar) en un número muy pequeño.

Sus idiomas son el hindí y otros parecidos como el rayastaní, el marwarí y otras lenguas de Rayastán; el guyarati y kuchi en Guyarat; el panyabí en el Panyab, y un dialecto panyabí llamado rati, que se habla en Ratia, Tojana y actualmente en Jariana.
Los rathore se dicen adoradores del sol. Para comprender el enorme clan de la rathore habría que considerar las zonas que ocupan. Están presentes en distritos tales como: Jodhpur, Pali, Ajmer, Nagaur, Barmer, Sirohi. Los rathore de Bikaner se distributen en la zona que incluye los distritos de Bikaner, Churu, Ganganagar y Hanumangarh.
Dinastías pertenecientes a este clan gobernaron una serie de reinos y principados de Rayastán y de los estados vecinos antes de la independencia de la India en 1947. La mayor y más antigua entre éstas fue Jodhpur, en Marwar y Bikaner. También el estado Idar en Gujarat. El majarash de Jodhpur, es considerado como el jefe del extenso clan de Rathore de los rajput hindúes. Incluso en los tiempos modernos la influencia de este clan en el mundo democrático es tal que un gran número de diputados han sido elegidos de entre ellos.
- Los bargujaras fueron vasallos de los gurjaras-prathiharas. Son el clan rajputs más venerado  y más feroz. Constituían la fuerza principal en la llamada Haraval Tukdi, la primera línea de ataque en una batalla. Para un bargujara, el mayor honor era morir en la defensa de su campo de batalla. Una vez que la banda azafranada era atada a su frente, provocaba un instinto suicida de lucha hasta el final, no importa cuán grande o fuerte fuera el enemigo, grabado en sus genes lo largo de las generaciones. Sin duda es esta la causa por la que su número es hoy muy reducido. Los bargujaras eligieron la muerte antes de reconocer la supremacía de los reyes musulmanes. Muchos bargujaras se dieron muerte por no dar a sus hijas a los gobernantes musulmanes. Uno de estos pidió en matrimonio a la hija de Ishwar Das, raya de Alwar, y al ser rechazado, hizo asesinar a muchos bargujaras. Algunos de los que consiguieron escapar obtuvieron asilo de la ciudad de Fatehpur Sikri, en Agra, consintiendo en cambiar el nombre de su clan por el de Sikarwar. Desde entonces constituyen una de las ramas de los bargujaras.

- Los pundir forman un clan de los rajput. La palabra deriva del término sánscrito purandara, que significa "destructor de fortalezas". La mayoría de ellos están distribuidos actualmente en los estados norteños de Uttar Pradesh, Hinchal Pradesh, Uttarakhand, Panyab y Haryana. Según la descripción de Edward T. Atkinson (funcionario colonial británico, 1875):

El mayor clan de los rajput en Saharanpur es el pundir. Los pundir son orgullosos, obstinados, cerrados y siempre están dispuestos a unirse en oposición abierta o secreta a la ley, pero últimamente han mejorado mucho en este aspecto. No aprecian el trabajo manual, pero son admirables criadores de caballos.
En tiempos pasados tenían una rara habilidad para ayudarse a sí mismos a costa de las propiedades de los vecinos. En este aspecto eran peor que los gujaras. Los pundir resistían a la policía y a las autoridades, pero una prolongada política de severos castigos consiguió doblegar al fin su obstinación y reducirles a un estado de postración del que se están recuperando. Son notablemente orgullosos: durante la hambruna de 1860-1861, prefirieron morirse de hambre en sus casas que buscar ayuda en la estación central situada a veinte millas.
Edward T. Atkinson,Statistical, Descriptive and Historical Account of the North-Western Provinces of India

- Los solankis eran descendientes de los Chalukyas de Karnataka, que gobernaron gran parte de la península de la India entre el siglo VI y XII. En el siglo X, una rama local del clan estableció el control sobre Gujarat y gobernó un estado centralizado alrededor de la ciudad de Patán. Entraron en declive en el siglo XIII, perdiendo el control de Gujarat, que pasó a los Vaghela de Dholka. En 1297 Gujarat fue conquistada por el Sultanato de Delhi

- Los paramaras eran casi vecinos de los solankis. Su origen es discutido, aunque la hipótesis más aceptada es que fue una de las cuatro tribus Agni-kala (nacidas del fuego), junto con los chauhan, pratihara y solanki. Según otra teoría, habría formado parte de los rashtrakutas hasta que se separó de ellos para formar un clan propio. Sea cual fuese su origen, se establecieron como gobernantes de la región de Malwa desde el siglo X hasta el XIV, en que Malwa fue conquistada por el sultán de Delhi. Uno de sus reyes más famosos fue Bhoja, el célebre rey de Malwa (1010-1060), que destacó como gobernante, filósofo, poeta y sabio, además de fundador de la ciudad de Bhopal.

- Los chandelas fueron un clan rajput del norte de la India. Durante mucho tiempo, fue un pequeño reino vasallo del Imperio Gurjara-Pratihara, hasta proclamar su independencia, cuando éste se desintegró. A principios del siglo X, los chandelas se apoderaron de la fortaleza de la ciudad de Kalinjar. Una lucha dinástica (ca. 912-914), entre los pratiharas les proporcionó la oportunidad de ampliar su dominio. Más tarde capturaron la estratégica fortaleza de Gwalior (ca. 950), bajo la dirección de Dhanga (r. 950-1008). Dhanga, nieto del Vidyadhara (r. 1017-29) amplió el reino de los chandelas a su mayor tamaño, desde el río Chambal, en el noroeste, hasta el rrío Narmada, en el sur, abarcando así una gran parte del actual estado de Madhya Pradesh.

- Los tomars o tanwars, son raput Chandravanshi. Según la leyenda de los Puranas, son descendientes del gran héroe Áryuna, a través de su bisnieto, Parikshit y su nieto Yanam Eyaiá. El rey Iudistir fue el fundador de Indraprastha, ciudad ancestral antecesora de Delhi. El rey Anangpal Tomar I conquistó Delhi en 792 y fundó la ciudad de 'Dhillika,' (moderna Delhi), restaurando así la antigua capital pandeva. La dinastía duró hasta 1162, cuando el rey Anangpal Tomar III nombró heredero a Prithvirash Chauhan, su nieto (el hijo de su hija), y rey de Ajmer, ya que sus propios hijos eran muy jóvenes en ese momento.

- Los chauhans nacieron como feudatarios de los pratiharas durante los siglos VIII al X, independizándose a raíz de la decadencia de ese imperio. Su estado estaba inicialmente centrado alrededor de Sambhar en el actual Rayastán. En el siglo XI, se fundó la ciudad de Ajmer, que se convirtió en su capital. En el siglo XII, fue nombrado rey Prithvirash Chauján, de la línea materna del rey tomara, Anangpal II Tomar (véase la sección correspondiente a Tomars o Tanwars). Fue su más famoso gobernante, quien ganó la Primera Batalla de Tarain contra un ejército invasor musulmán, pero perdió la Segunda Batalla de Tarain el año siguiente. Esta pérdida anunció un período prolongado de dominio musulmán en el norte de la India.

- Los kachwahas forman un clan rajput que gobernó en cierto número de estados y principados de la India, como Alwar, Maihar, Talcher y Jaipur. El majarash de Jaipur es considerado la cabeza del clan kachwaha. Fuera de Rayastán se encuentran kachwahas en Madhya Pradesh, Uttar Pradesh, Bihar, Muzaffarngar, Meerat, Mathur, Agra y Kanpur.

La organización de los clanes rajput finalmente cristalizó en este período. Los matrimonios entre los clanes rajput relacionó diferentes regiones de la India y el Pakistán, facilitando el flujo de comercio y de intercambios culturales. Evidencias arqueológicas y textos contemporáneos sugieren que la sociedad india logró importantes logros durante esta época de prosperidad.
La literatura compuesta en este período, tanto en sánscrito como en prácrito, constituye un importante segmento de la literatura clásica india. Los principios de siglo XI vieron el reinado del sabio rey Bhoja, gobernante paramara de Malwa. No fue solo un mecenas de la literatura y las artes, sino que a su vez era un distinguido escritor. Su Samarangana sútradhara trata de la arquitectura y su Raya martanda es un famoso comentario de los yoga-sutras. Muchos de los principales monumentos del norte y el centro de la India, incluidos los que en Khajuraho, datan de este período.

### Invasiones islámicas de siglosXIyXII
Las llanuras fértiles y prósperas del norte de la India siempre ha sido el destino de elección de las corrientes invasoras procedentes de la región noroccidental. La última de estas oleadas de invasiones fue de tribus que se habían convertido previamente al islam. Debido a razones geográficas, los estados gobernados por los rajput sufrieron la peor parte de la agresión de diversos señores de la guerra mongoles, turcos y afganos, que en repetidas ocasiones invadieron el subcontinente. Según S.Wolpert:

Los rajputs fueron la vanguardia de los hindúes en la India frente a la arremetida islámica
Stanley Wolpert, Nueva Historia de la India

.
A los 15 años de la muerte de Mahoma (632), el califa Otmán envió una expedición marítima de saqueo a la upazila (subdistrito) de Bharuch, en la costa de Bombay. Otras expediciones infructuosas al Sind tuvieron lugar en 662 y 664. De hecho, cien años después de la muerte de Mahoma, los ejércitos musulmanes habían invadido gran parte de Asia, llegando tan lejos como al Hindu Kush, pero no fue hasta c. 1000 que pudieron poner pie en la India.
A principios del siglo XI, Mahmud de Ghazni conquistó el reino hindú Shahi en el Panyab. Sus incursiones en el norte de la India debilitaron al reino Pratihara, que se redujo de forma drástica en tamaño y cayó bajo el control de los Chandelas. En 1018, Mahmud saqueó la ciudad de Kannauj, sede del reino Pratihara, pero se retiró de inmediato a Ghazni, estando más interesado en el botín que en el imperio. En el caos subsiguiente, la dinastía Gahadvala estableció un modesto estado centrado alrededor de Kannauj, gobernando alrededor de un centenar de años. Finalmente,fueron derrotados por Muhammad de Ghor en 1194, que saqueó la ciudad.
Mientras tanto, un cercano estado centrado en torno a la actual Delhi, fue gobernado sucesivamente por los clanes Tomara y Chauhan. Prithivirash III, gobernante de Delhi, derrotó a Muhammad de Ghor, en la primera batalla de Tarain (1191). Muhammad regresó al año siguiente y derrotó a Prithvirash en la Segunda Batalla de Tarain (1192). En esta batalla, como en muchos otros de esta época, la proliferación de conflictos internos entre los reinos rajput facilitó la victoria de los invasores.
A finales del siglo XI tuvo lugar una batalla entre Parmal y Prithvirash III en Majoba, una pequeña ciudad del estado de Uttar Pradesh. Los generales Alha y Udal, del ejército de Parmal lucharon bravamente, pero perdieron la batalla. Los descendientes de Alha son los rajput ahirwar

### Invasiones islámicas de siglos y

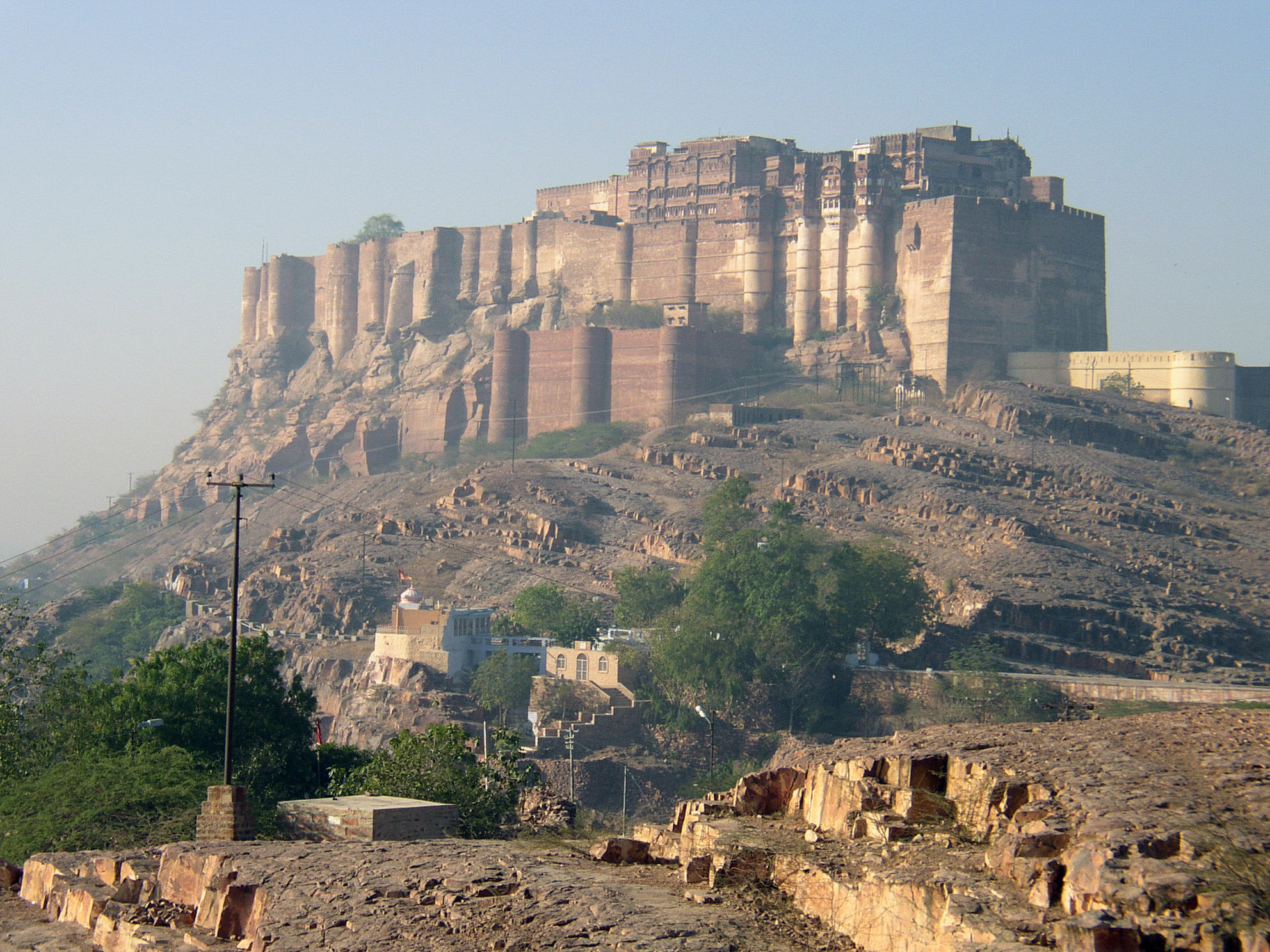
Fortaleza de Mehrangarh, Jodhpur, Rayastán.

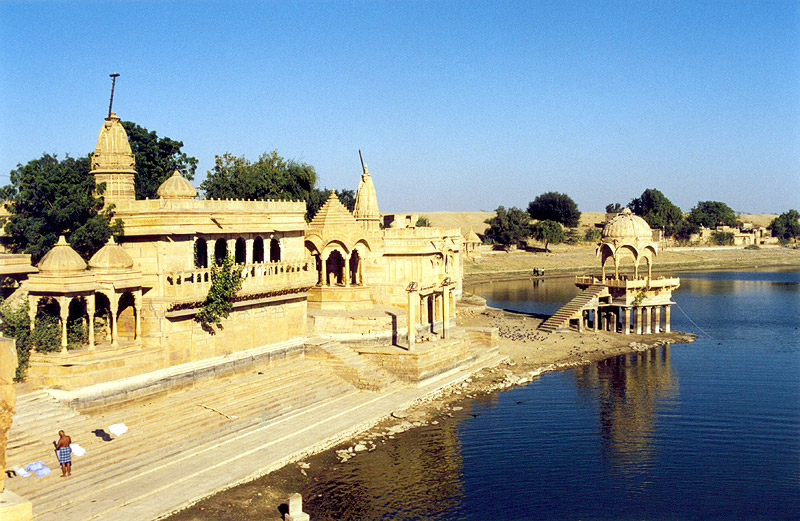
Jaisalmer.

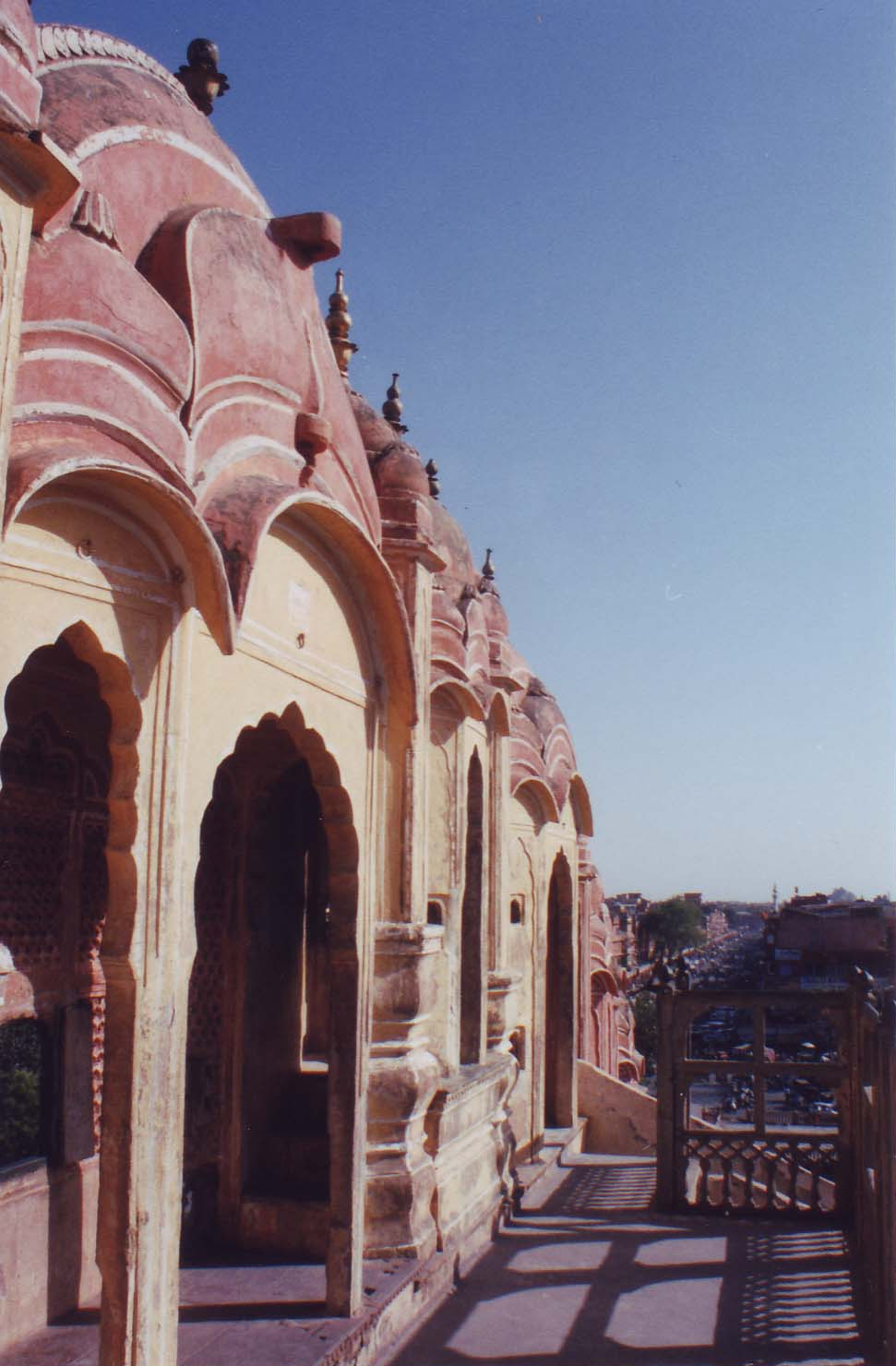
Hawa Mahal.

### Los Estados rajput medievales (siglosXIIaXVI)
Prithviraj Chauhan' fue el último gobernante rajput de Delhi. Los chauhans, dirigidos por Govinda, nieto de Prithvirash, establecieron más tarde un pequeño estado centrado alrededor de Ranthambore, en el actual estado de Rayastán. La rama Songara del clan chauhan gobernó más tarde Jalore, mientras que la rama Hada estableció su gobierno sobre la región Hadoti hacia la mitad del siglo XIII. El majarash Ranavghansinh gobernó Taranga, en el siglo XI. Los Tomara se establecieron más tarde en Gwalior, y el gobernante Man Singh construyó la fortaleza que aún permanece allí. Los ejércitos de Muhammad derribaron el reino de Gahadvala en 1194. Algunos miembros supervivientes de la dinastía Gahadvala se dice que se refugiaron en el desierto occidental, constituyendo los clanes Rathore, y más tarde fundaron el estado de Marwar. El clan Kachwaha llegó al gobierno de Dhundhar (más tarde Jaipur) con su capital en Amber.
Se conjetura que se produjeron otros traslados en este período, incluyendo la emigración de los clanes rajput a los Himalayas. El clan Katoch, los Chauhans de Chamba y algunos clanes de Uttarakhand y Nepal se cuentan entre este número.
Conflicto con el Sultanato
El sultanato de Delhi fue fundado por Qutb-ud-din Aybak, sucesor de Muhammad de Ghor, en los comienzos del siglo XIII. El sultán Alauddin Khilji conquistó Gujarat (1297), Malwa (1305), Ranthambore (1301), Chittorgarh (1303) Jalore, y Bhinmal (1311). Todos fueron conquistados después de largos asedios y feroz resistencia por parte de sus defensores rajput.
La "Primera Jauhar", en particular tuvo lugar durante el sitio de Chittor (1303). Jauhar es una inmolación masiva de población femenina para evitar ser capturada en tiempo de guerra. Análogamente, la población masculina ejecutaba el Saka, una lucha a muerte en condiciones de insuperable desigualdad. La defensa de Chittor por los Guhilas, la saga de Rani Padmini, y la memoria de la Jauhar, han impreso un impacto definitivo sobre el carácter rajput.
Ala-ud-din Khilji delegó la administración de las recién conquistadas zonas rajput a su principal colaborador Maldeo Songara, gobernante de Jalore. Maldeo Songara pronto fue desplazado por su yerno Hammir, un vástago de la recientemente desplazado clan Guhila, que volvió a establecer el reino de Mewar c. 1326. Mewar surgió como uno de los principales estados rajput, después de que Rana Kumbha ampliase su reino a expensas de los sultanatos de Malwa y Gujarat.

### Era mogol (sigloXVIaXVIII)
El sultanato de Delhi se extinguió cuando Babur derrotó a Ibrahim Lodi en la primera batalla de Panipat en 1526. Rana Sanga, gobernante de Mewar, reunió un ejército para desafiar a Babur. Rana Sanga utilizaba tácticas y armas tradicionales, mientras que Babur usaba tácticas modernas y cañones, por primera vez en el norte de la India. Sanga fue derrotado en la batalla de Khanua el 16 de marzo de 1527. Sin embargo no fue hasta quince años después, durante el reinado de Akbar, cuando la estructura de las relaciones entre el imperio mogol y los estados rajput tomaron forma definitiva.
Rana Sanga murió poco después de la batalla de Khanua. Mewar quedó bajo la regencia de su viuda, Rani Karmavati. El reino fue amenazada por Bahadur Shah, gobernante de Guyarat. Según una leyenda romántica de dudosa veracidad, Karmavati pidió la ayuda de Humayun, hijo del último enemigo de su difunto marido. La ayuda llegó, pero demasiado tarde; Chittor fur invadido por Bahadur Shah. Esta fue la ocasión para la segunda de las tres Jauhar (ver supra), realizadas en Chittor. Karmavati condujo a las mujeres de la ciudadela a la muerte por el fuego, mientras que los hombres hicieron una salida a la desesperada contra el ejército musulmán asediador.

#### La alianza mogol-rajput
Humayun, el hijo de Babur, fue un gobernante que se vio obligado a pasar largos periodos en el exilio. Su hijo Akbar, sin embargo, consolidó su herencia y amplió lo que había sido el sultanato de Delhi en un gran imperio. Uno de los principales factores de este éxito fue la inclusión de los jefes de los nativos rajput en la clase gobernante de su imperio. Los jefes rajput cimentaron esta alianza con matrimonios, donde numerosas mujeres de a nobleza rajput desposaron a nobles mogoles. Los Kachwaha fueron los primeros que practicaron estos enlaces con Akbar; así indicaron un camino que pronto se generalizó, jugando un no pequeño papel en la extensión de la influencia rajput en el suncontinente indio. De hecho, dos emperadores mogoles sucesivos, Jahangir y Shah Jehan fueron hijos de madres rajput.
Jefes rajput sirvieron como oficiales mogoles y administradores en todo imperio mogol, gozando de mucha influencia en el gobierno. En este período, se puede decir que la imagen aristocrática de los rajput había cristalizado y, en consecuencia, las divisiones de casta se volvieron rígidas. La tendencia de las relaciones políticas entre los estados rajput y el poder central mogol fue precursor de las relaciones similares entre ellos y los británicos.

#### El majarana Pratap Sing

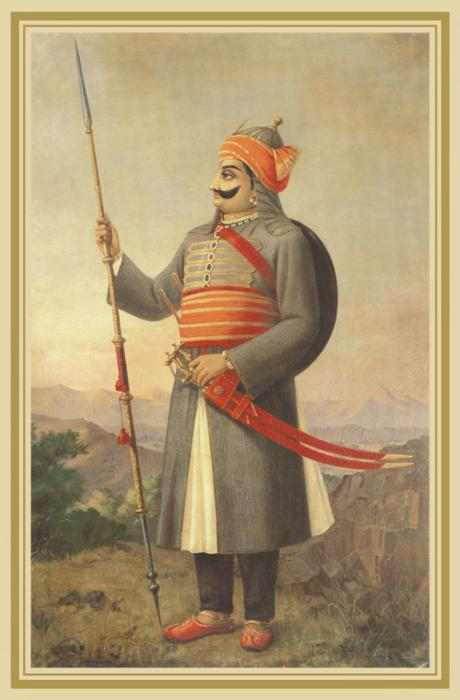
Majarana Pratap.

El reino de Mewar quedó fuera del dominio imperio mogol y presentó batalla a los invasores. Rana Sanga, abuelo de Rana Pratap, luchó contra Babur. Más tarde, Akbar, nieto de Babur, atacó Chittor en 1567. Después de dura lucha, la ciudadela de Chittor cayó en 1568. El tercer y último Jauhar de Chittor (supra) sucedió en esta ocasión: cuando la caída de la ciudadela era inminente, las mujeres de la fortaleza cometieron una auto-inmolación colectiva y los hombres hicieron una salida a la desesperada fuera de la fortaleza para encontrar una muerte honorable frente al ejército musulmán invasor.
Antes de que eso ocurriera, el gobernante de Mewar, Udai Singh II Rana, se había retirado a las colinas cercanas, donde fundó la nueva ciudad de Udaipur. Mientras estaba en el exilio, fue sucedido por su hijo Pratap Sing como jefe del clan Sisodia. Bajo la hábil dirección de Pratap Singh Rana, hostigaron a los mogoles lo suficiente para provocar proposiciones de conciliación. Pratap Sing, en la actualidad, icono rajput, rechazó todas esas tentativas amistosas de Akbar y reunió un ejército para responder a las fuerzas mogolas. Fue derrotado en la batalla de Haldighati de junio de 1576, pero pudo escapar y llevó a cabo una incesante lucha de guerrillas desde su escondite en los cerros, y en el momento de su muerte, Rana Pratap Singh había reconquistado casi todo su reino a los mogoles, con la excepción de la fortaleza de Chittor y Mandal Garh. Murió en 1597. Después de la muerte de Pratap, su hijo Amar Singh Rana continuó la lucha durante 18 años, y realizó constantes ataques a los mogoles. Luchó en 18 guerras durante este período. Por último, firmó un tratado de paz con los mogoles, pero con ciertas exenciones:
- el rana de Mewar no estaba obligado a asistir a la corte mogol personalmente, pero sí el príncipe heredero;
- no era necesario para el rana y los sisodias entrar en alianzas matrimoniales con los mogoles.

El tratado fue firmado por Amar Singh Rana y el príncipe Khurram Shihab-ud-din Muhammad (más tarde Shah Jahan) en 1615 en Gogunda. Por lo tanto, Sing recuperó el control de su estado como vasallo de los mogoles.
Los sisodias, gobernantes de Mewar, fueron la última dinastía rajput que entró en alianza con los mogoles.

#### Imperio maratha
Cuando la autoridad central del imperio mogol se desintegró después de la muerte de Aurangzeb (1658-1707), el poder de los maratha se consolidó bajo la dirección de Shivaji, cuyo abuelo, Maloji Bhonsle se reclamaba descendiente del clan sisodia. La única derrota mayor de Shivaji fue con el gobernante kachwaha, Mirza Raja Jai Sing I de Amber, que había sido mandado por Aurangzeb: Shivaji fue dolosamente arrestado en Agra, durante una visita a Aurangzeb. Sin embargo, Shivaji consiguió escapar al imperio Maratha.
Habiendo sido capaz de cruzar el río Narmada em 1728, Peshwa Bajirao y su sucesor Balaji Bajirao organizaron expediciones militares contra Malwa y otras partes del Indostán. En 1760, con la derrota del nizam del Deccan, el poder maratha alcanzó su cenit, controlando un territorio de un millón de km², lo que supone un tercio del subcontinente indio. La expansión maratha fue temporalmente detenida tras la derrota en la tercera batalla de Panipat (1761). Para los estados rajput del norte fue un periodo de alianzas cambiantes y conflictos militares con las distintas fuerzas competidoras por el poder.
Los tributos exigidos y los saqueos constantes por los mahrata les enfrentaron con los estados rajput y la comunidad Jat. En un notable incidente de este periodo, Jayappa Scindia, general maratha fue asesinado en Nagaur mientras trataba de recaudar tributos. En otro incidente, Ishwari Singh, gobernador de Jaipur, se suicidó, lo que enfureció a la población. Cuando el 20 de enero de 1751 4.000 soldados maratha hicieron una visita informal a Jaipur, las puertas de la ciudad se cerraron, y fueron atacados por las tropas rajput y la población civil, que mataron a 3000 marathas, e hirieron al resto.
En mayo de 1787 los maratha sufrieron la derrota en la batalla de Lalsot. El 20 de junio de 1790 tuvo lugar la batalla de Patán, entre la confederación maratha y los rajput de Jaipur y sus aliados mogoles, donde la victoria fue para los primeros. El rana de Mewar tuvo que hipotecar sus propiedades para satisfacer las indemnizaciones de guerra subsiguientes.
Los estados rajput permanecieron leales al imperio mogol, pero estos cambiaron su política liberal hacia los rajput y otros pueblos indios, resultando una gran revuelta de sijs, jats, marathas, satnamis y rajput. El daño debilitó irreparablemente al imperio, hasta que el emperador quedó relegado a una figura nominal. Finalmente, los mogoles lucharon entre ellos, y en el caos resultante, los rajput decidieron retirarles su apoyo. La Compañía Británica de las Indias Orientales estableció su control en 1757, después de la batalla de Plassey, donde derrotaron al nawab de Bengala. Después de un periodo de caos y desasosiego que culminó en la rebelión de la India de 1857, la reina Victoria fue declarada emperatriz de la India el 1 de mayo de 1876, suplantando oficialmente al último emperador mogol, Bhadur Shah II, y al gobierno de la Compañía Oriental. Este periodo finalizó con la independencia de la India en 1947.

### El Raj británico (siglosXVIIIaXX)
La confederación maratha comenzó a estar en conflicto con el Raj británico a comienzos de 1772. Después de la tercera guerra anglo-maratha (1817-1818), dieciocho estados de la región rajputana, de los cuales, quince estaban gobernados por rajput, entraron en alianza subsidiaria con la Compañía Oriental y se convirtieron en principados del raj británico. Este tomó el control directo de Ajmer, que se convirtió en la provincia de Ajmer-Merwara. Un gran número de otros estados rajput en el centro y oeste de la India hicieron una transición similar. La mayoría de ellos fueron colocados bajo la autoridad de la Agencia Central India y otras agencias estatales de Kathiawar.
Los oficiales coloniales británicos quedaron, en general, impresionados por las cualidades militares de los rajput. James Tod escribe:

¿Qué nación sobre la tierra pudo haber mantenido la apariencia de la civilización, el espíritu de las costumbres de sus antiguos padres durante tantos siglos de aplastante depresión, con tan singular carácter como los rajput? Rajastán muestra el único ejemplo en la historia de la humanidad, de un pueblo que resistiendo cada daño de la barbarie, pudo imponer o sostener la humana naturaleza, de un enemigo, cuya religión mandaba la aniquilación; y doblado sobre la tierra, pero recuperándose de la presión, y haciendo de las calamidades la piedra de afilar del coraje... Ni un ápice de su religión o sus costumbres se han perdido...
James Tod: Annals and antiquities of Rajasthan

En relación con el papel de los soldados rajput que sirvieron bajo bandera británica, el capitán A.H. Bigley declaró:

Los rajput han servido en nuestras filas desde Plassey hasta el presente (1899). Han tomado parte en casi todas las campañas emprendidas por los ejércitos indios. Bajo Forde derrotaron a los franceses en Condore; bajo Monro, pusieron en fuga a las fuerzas del nawab de Oudh en Buxar; bajo Lake, tomaron parte en la brillante serie de victorias que destruyeron el poder de los maratha.
A. H. Bigley

.
Bigley describió el papel de la infantería rajput en la Guerra gurja (1814-1816) y en la Guerra Anglo-Afgana, destacando que las tropas rajput fueron fundamentales en la victoria de las guerras anglo-sijs del Panyab. Los rajput han retenido su papel en la sociedad actual, formando parte integral de los ejércitos de India y Pakistán.
Cuando la India se independizó del Imperio británico en 1947, los estados rajput accedieron al gobierno del Dominio de la India.

## Cultura y ética
Los rajput fueron descritos por los británicos como una "raza marcial". El término fue obra de los oficiales de la India británica, que creían que había razas (grupos étnicos) dotadas de forma natural para la guerra y la agresividad en el campo de batalla, por poseer cualidades como coraje, lealtad, autosuficiencia, poderío físico, poder de reacción, método, tenacidad y sentido de la estrategia. Los británicos reclutaron ampliamente entre esas razas marciales para el servicio de su ejército colonial.

### Jauhar y Saka
Dos prácticas culturales que distinguían a los rajput cuando se enfrentaban a la derrota ante una fuerza adversaria eran la jauhar, ritual de auto-inmolación de las mujeres para evitar caer en manos del enemigo, y la saka, un ataque suicida de los hombres, cuando la derrota era inevitable.

### Estilo de vida rajput
El estilo de vida rajput era propicio para adoptar un espíritu marcial, con los hombres siempre prestos para forjar un vínculo con su espada. La cimitarra de doble filo conocida como khanda fue un arma popular entre los rajput de este periodo. En ocasiones especiales, un jefe principal gustaba de celebrar una reunión con sus jefes vasallos, llamada khanda nariyal, con distribución de dagas y cocos. Otra prueba de la devoción rajput por las espadas es la Karga shapna (adoración de la espada), ritual celebrado durante el festival anual Navaratri.
La Enciclopedia Británica afirma:

La tradición de la ascendencia común permite a un pobre rajput considerarse tan bueno como el nacido como un poderoso terrateniente de su clan, y superior a cualquier alto oficial de las clases profesionales. Ninguna carrera en la India puede jactarse de mejores hazañas de armas o de más brillantes hechos de caballería, y los rajput constituyen hoy en día uno de los principales campos de reclutamiento para el ejército de la India. Consideran menoscabo de su dignidad cualquier ocupación que no sea la de las armas o de gobierno y, en consecuencia, durante el largo período de paz que siguió al establecimiento de la dominación británica en la India, se han contentado con permanecer ociosos en casa en vez de ocupar cualquiera de las demás profesiones en las que podría haber tomado la delantera.
Enciclopedia Británica.Edición 1911